# Specie di Amaurobiidae
In questa pagina sono riportate tutte le 285 specie della famiglia di ragni Amaurobiidae note e descritte al dicembre 2012.

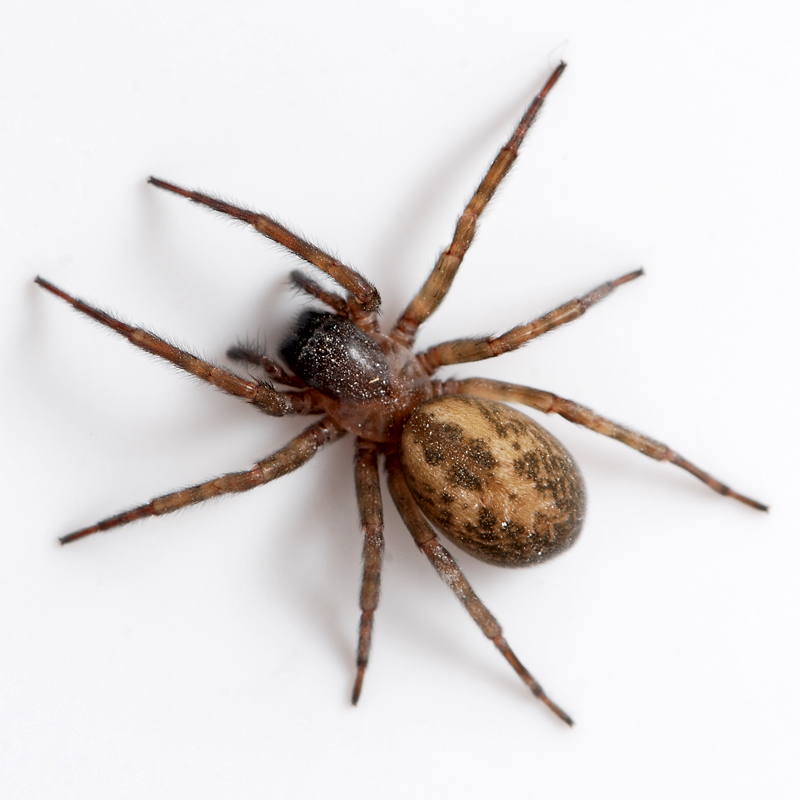
Amaurobius similis

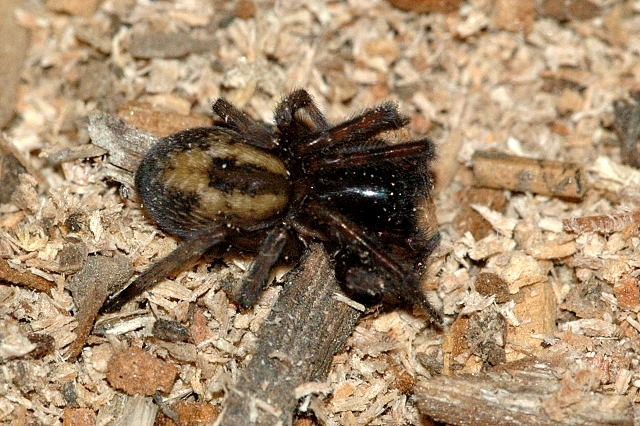
Amaurobius similis, femmina

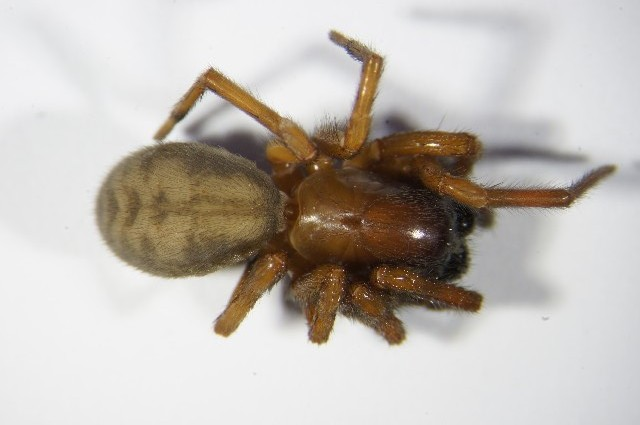
Callobius claustrarius

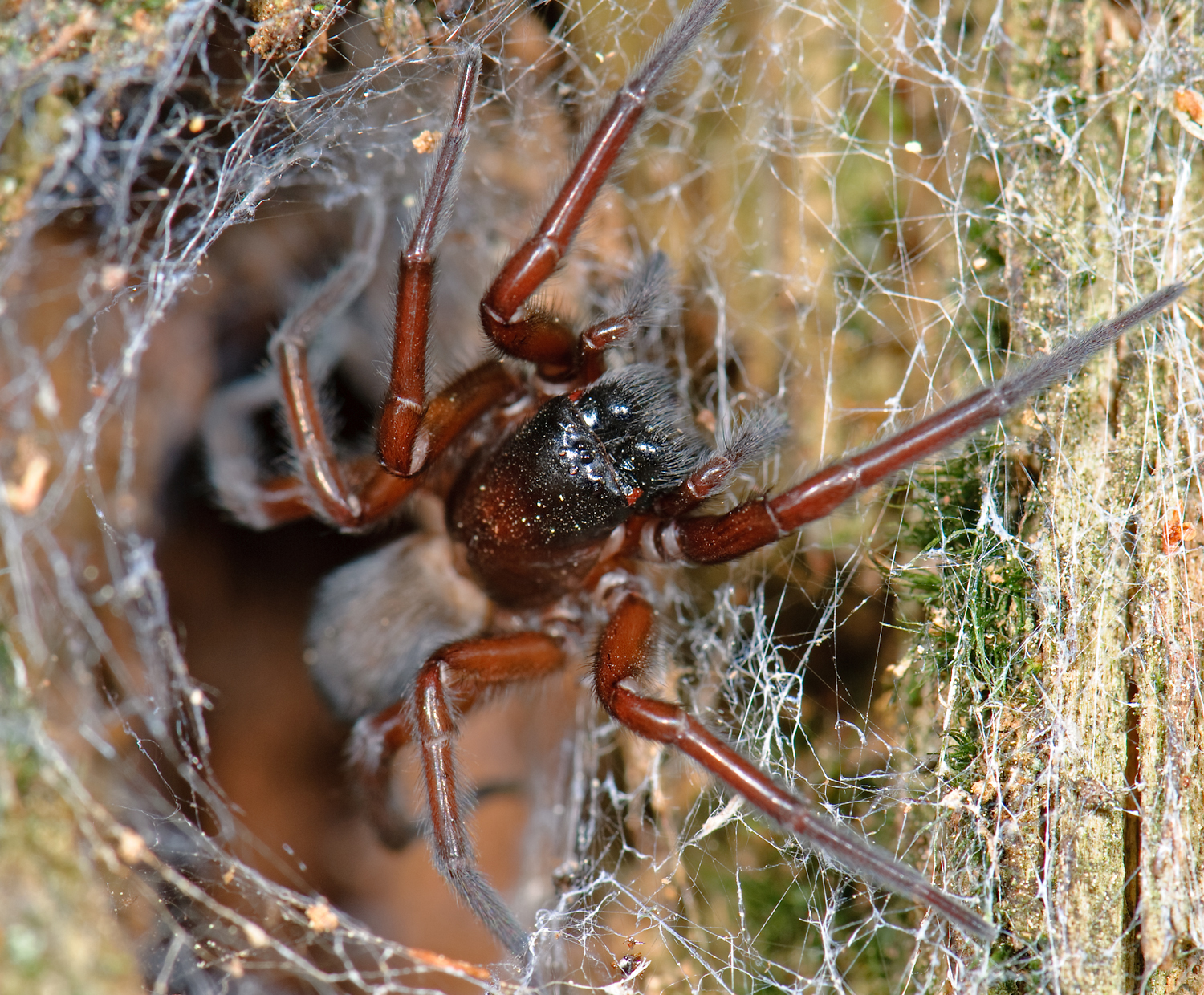
Callobius nevadensis

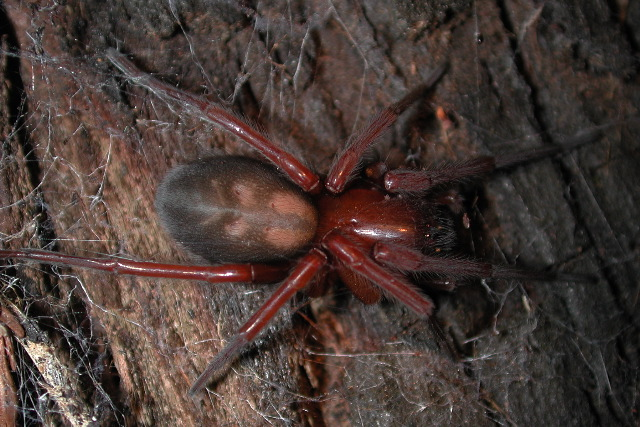
Callobius sp.

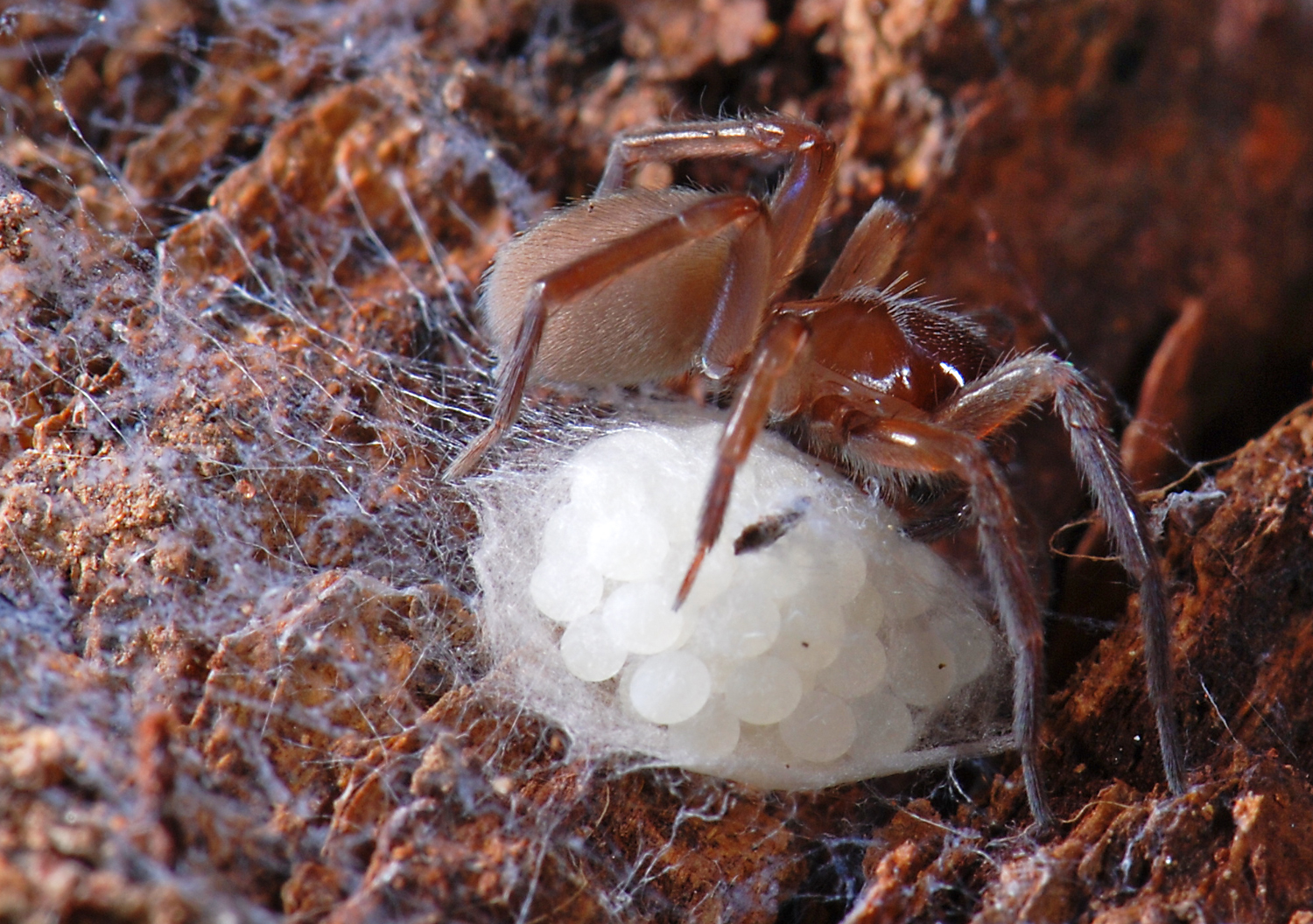
Pimus leucus, femmina con sacco ovigero

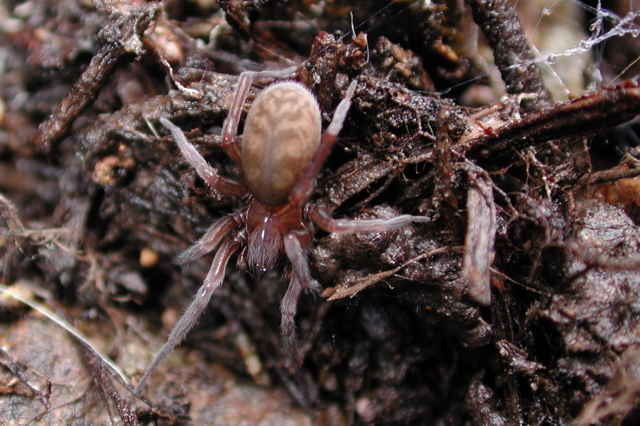
Pimus sp.

## Altellopsis
Altellopsis Simon, 1905
- Altellopsis helveola Simon, 1905 — Argentina

## Amaurobius
Amaurobius C. L. Koch, 1837
- Amaurobius agastus (Chamberlin, 1947) — USA
- Amaurobius annulatus (Kulczynski, 1906) — Penisola balcanica
- Amaurobius antipovae Marusik & Kovblyuk, 2004 — Georgia
- Amaurobius asuncionis Mello-Leitão, 1946 — Paraguay
- Amaurobius ausobskyi Thaler & Knoflach, 1998 — Grecia
- Amaurobius barbaricus Leech, 1972 — USA
- Amaurobius barbarus Simon, 1910 — Algeria
- Amaurobius borealis Emerton, 1909 — USA, Canada
- Amaurobius candia Thaler & Knoflach, 2002 — Creta
- Amaurobius cerberus Fage, 1931 — Spagna
- Amaurobius corruptus Leech, 1972 — USA
- Amaurobius crassipalpis Canestrini & Pavesi, 1870 — Germania, Svizzera, Italia
- Amaurobius cretaensis Wunderlich, 1995 — Creta
- Amaurobius deelemanae Thaler & Knoflach, 1995 — Grecia, Creta
- Amaurobius diablo Leech, 1972 — USA
- Amaurobius distortus Leech, 1972 — USA
- Amaurobius dorotheae (Chamberlin, 1947) — USA
- Amaurobius drenskii Kratochvíl, 1934 — Bosnia-Erzegovina
- Amaurobius erberi (Keyserling, 1863) — Europa, Isole Canarie
- Amaurobius fenestralis (Ström, 1768) — dall'Europa all'Asia centrale
- Amaurobius ferox (Walckenaer, 1830) — Regione olartica
- Amaurobius festae Caporiacco, 1934 — Libia
- Amaurobius galeritus Leech, 1972 — USA
- Amaurobius geminus Thaler & Knoflach, 2002 — Creta
- Amaurobius hagiellus (Chamberlin, 1947) — USA
- Amaurobius heathi (Chamberlin, 1947) — USA
- Amaurobius hercegovinensis Kulczynski, 1915 — Bosnia-Erzegovina
- Amaurobius intermedius Leech, 1972 — USA
- Amaurobius jugorum L. Koch, 1868 — Europa
- Amaurobius koponeni Marusik, Ballarin & Omelko, 2012 — India
- Amaurobius kratochvili Miller, 1938 — Croazia
- Amaurobius latebrosus Simon, 1874 — Corsica
- Amaurobius latescens (Chamberlin, 1919) — USA
- Amaurobius leechi Brignoli, 1983 — USA
- Amaurobius lesbius Bosmans, 2011 — Grecia
- Amaurobius longipes Thaler & Knoflach, 1995 — Grecia
- Amaurobius mathetes (Chamberlin, 1947) — USA
- Amaurobius mephisto (Chamberlin, 1947) — USA
- Amaurobius minor Kulczynski, 1915 — Europa orientale
- Amaurobius minutus Leech, 1972 — USA
- Amaurobius obustus L. Koch, 1868 — Europa
- Amaurobius occidentalis Simon, 1892 — Portogallo, Spagna, Francia
- Amaurobius ossa Thaler & Knoflach, 1993 — Grecia
- Amaurobius pallidus L. Koch, 1868 — dall'Europa meridionale alla Georgia
- Amaurobius palomar Leech, 1972 — USA
- Amaurobius paon Thaler & Knoflach, 1993 — Grecia
- Amaurobius pavesii Pesarini, 1991 — Italia
- Amaurobius pelops Thaler & Knoflach, 1991 — Grecia
- Amaurobius phaeacus Thaler & Knoflach, 1998 — Grecia
- Amaurobius prosopidus Leech, 1972 — USA
- Amaurobius ruffoi Thaler, 1990 — Italia
- Amaurobius sciakyi Pesarini, 1991 — Italia
- Amaurobius scopolii Thorell, 1871 — Europa meridionale
- Amaurobius similis (Blackwall, 1861) — Regione olartica
- Amaurobius spominimus Taczanowski, 1866 — Polonia
- Amaurobius strandi Charitonov, 1937 — Grecia, Bulgaria, Ucraina
- Amaurobius tamalpais Leech, 1972 — USA
- Amaurobius thoracicus Mello-Leitão, 1945 — Argentina
- Amaurobius transversus Leech, 1972 — USA
- Amaurobius triangularis Leech, 1972 — USA
- Amaurobius tristis L. Koch, 1875 — Etiopia
- Amaurobius tulare Leech, 1972 — USA
- Amaurobius vachoni Hubert, 1965 — Spagna
- Amaurobius vexans Leech, 1972 — USA
- Amaurobius yanoianus Nakatsudi, 1943 — Micronesia

## Anisacate
Anisacate Mello-Leitão, 1941
- Anisacate fragile Mello-Leitão, 1941 — Argentina
- Anisacate fuegianum (Simon, 1884) — Cile, Argentina 
  - Anisacate fuegianum bransfieldi (Usher, 1983) — Isole Falkland
- Anisacate tigrinum (Mello-Leitão, 1941) — Argentina

## Arctobius
Arctobius Lehtinen, 1967
- Arctobius agelenoides (Emerton, 1919) — Regione olartica

## Auhunga
Auhunga Forster & Wilton, 1973
- Auhunga pectinata Forster & Wilton, 1973 — Nuova Zelanda

## Auximella
Auximella Strand, 1908
- Auximella harpagula (Simon, 1906) — Ecuador
- Auximella minensis (Mello-Leitão, 1926) — Brasile
- Auximella producta (Chamberlin, 1916) — Peru
- Auximella spinosa (Mello-Leitão, 1926) — Brasile
- Auximella subdifficilis (Mello-Leitão, 1920) — Brasile
- Auximella typica Strand, 1908 — Peru

## Bakala
Bakala Davies, 1990
- Bakala episinoides Davies, 1990 — Queensland

## Callevopsis
Callevopsis Tullgren, 1902
- Callevopsis striata Tullgren, 1902 — Cile, Argentina

## Callobius
Callobius Chamberlin, 1947
- Callobius angelus (Chamberlin & Ivie, 1947) — USA
- Callobius arizonicus (Chamberlin & Ivie, 1947) — USA, Messico
- Callobius bennetti (Blackwall, 1846) — USA, Canada
- Callobius canada (Chamberlin & Ivie, 1947) — USA, Canada
- Callobius claustrarius (Hahn, 1833) — Regione paleartica 
  - Callobius claustrarius balcanicus (Drensky, 1940) — Bulgaria
- Callobius deces (Chamberlin & Ivie, 1947) — USA
- Callobius enus (Chamberlin & Ivie, 1947) — USA, Canada
- Callobius gertschi Leech, 1972 — USA
- Callobius guachama Leech, 1972 — USA
- Callobius hokkaido Leech, 1971 — Giappone
- Callobius hyonasus Leech, 1972 — USA
- Callobius kamelus (Chamberlin & Ivie, 1947) — USA
- Callobius klamath Leech, 1972 — USA
- Callobius koreanus (Paik, 1966) — Corea
- Callobius manzanita Leech, 1972 — USA
- Callobius nevadensis (Simon, 1884) — USA
- Callobius nomeus (Chamberlin, 1919) — USA, Canada
- Callobius olympus (Chamberlin & Ivie, 1947) — USA
- Callobius panther Leech, 1972 — USA
- Callobius paskenta Leech, 1972 — USA
- Callobius pauculus Leech, 1972 — USA
- Callobius paynei Leech, 1972 — USA
- Callobius pictus (Simon, 1884) — USA, Canada, Alaska
- Callobius rothi Leech, 1972 — USA
- Callobius severus (Simon, 1884) — USA, Canada
- Callobius sierra Leech, 1972 — USA
- Callobius tamarus (Chamberlin & Ivie, 1947) — USA
- Callobius tehama Leech, 1972 — USA
- Callobius yakushimensis Okumura, 2010 — Giappone

## Cavernocymbium
Cavernocymbium Ubick, 2005
- Cavernocymbium prentoglei Ubick, 2005 — USA
- Cavernocymbium vetteri Ubick, 2005 — USA

## Chresiona
Chresiona Simon, 1903
- Chresiona convexa Simon, 1903 — Sudafrica
- Chresiona invalida (Simon, 1898) — Sudafrica
- Chresiona nigrosignata Simon, 1903 — Sudafrica

## Ciniflella
Ciniflella Mello-Leitão, 1921
- Ciniflella lutea Mello-Leitão, 1921 — Brasile

## Cybaeopsis
Cybaeopsis Strand, 1907
- Cybaeopsis armipotens (Bishop & Crosby, 1926) — USA
- Cybaeopsis euopla (Bishop & Crosby, 1935) — USA, Canada
- Cybaeopsis hoplites (Bishop & Crosby, 1926) — USA
- Cybaeopsis hoplomacha (Bishop & Crosby, 1926) — USA
- Cybaeopsis macaria (Chamberlin, 1947) — USA
- Cybaeopsis pantopla (Bishop & Crosby, 1935) — USA
- Cybaeopsis spenceri (Leech, 1972) — USA
- Cybaeopsis tibialis (Emerton, 1888) — USA, Canada
- Cybaeopsis typica Strand, 1907 — Russia, Giappone
- Cybaeopsis wabritaska (Leech, 1972) — USA, Canada, Alaska

## Dardurus
Dardurus Davies, 1976
- Dardurus agrestis Davies, 1976 — Queensland
- Dardurus nemoralis Davies, 1976 — Queensland
- Dardurus saltuosus Davies, 1976 — Nuovo Galles del Sud
- Dardurus silvaticus Davies, 1976 — Queensland
- Dardurus spinipes Davies, 1976 — Queensland
- Dardurus tamborinensis Davies, 1976 — Queensland

## Daviesa
Daviesa Koçak & Kemal, 2008
- Daviesa gallonae (Davies, 1993) — Queensland
- Daviesa lubinae (Davies, 1993) — Queensland

## Emmenomma
Emmenomma Simon, 1884
- Emmenomma beauchenicum Usher, 1983 — Isole Falkland
- Emmenomma oculatum Simon, 1884 — Cile, Argentina, Isole Falkland

## Hicanodon
Hicanodon Tullgren, 1901
- Hicanodon cinerea Tullgren, 1901 — Cile, Argentina

## Himalmartensus
Himalmartensus Wang & Zhu, 2008
- Himalmartensus ausobskyi Wang & Zhu, 2008 — Nepal
- Himalmartensus martensi Wang & Zhu, 2008 — Nepal
- Himalmartensus nepalensis Wang & Zhu, 2008 — Nepal

## Jamara
Jamara Davies, 1995
- Jamara pisinna Davies, 1995 — Queensland

## Livius
Livius Roth, 1967
- Livius macrospinus Roth, 1967 — Cile

## Macrobunus
Macrobunus Tullgren, 1901
- Macrobunus backhauseni (Simon, 1896) — Cile, Argentina
- Macrobunus caffer (Simon, 1898) — Sudafrica
- Macrobunus chilensis (Simon, 1889) — Cile
- Macrobunus madrynensis (Tullgren, 1901) — Argentina
- Macrobunus multidentatus (Tullgren, 1902) — Cile

## Maloides
Maloides Forster & Wilton, 1989
- Maloides cavernicola (Forster & Wilton, 1973) — Nuova Zelanda

## Manjala
Manjala Davies, 1990
- Manjala pallida Davies, 1990 — Queensland
- Manjala plana Davies, 1990 — Queensland
- Manjala spinosa Davies, 1990 — Queensland

## Midgee
Midgee Davies, 1995
- Midgee alta Davies, 1995 — Queensland
- Midgee bellendenker Davies, 1995 — Queensland
- Midgee binnaburra Davies, 1995 — Queensland
- Midgee littlei Davies, 1995 — Queensland
- Midgee minuta Davies, 1995 — Queensland
- Midgee monteithi Davies, 1995 — Queensland
- Midgee parva Davies, 1995 — Nuovo Galles del Sud
- Midgee pumila Davies, 1995 — Queensland
- Midgee thompsoni Davies, 1995 — Queensland

## Muritaia
Muritaia Forster & Wilton, 1973
- Muritaia kaituna Forster & Wilton, 1973 — Nuova Zelanda
- Muritaia longispinata Forster & Wilton, 1973 — Nuova Zelanda
- Muritaia orientalis Forster & Wilton, 1973 — Nuova Zelanda
- Muritaia parabusa Forster & Wilton, 1973 — Nuova Zelanda
- Muritaia suba Forster & Wilton, 1973 — Nuova Zelanda

## Naevius
Naevius Roth, 1967
- Naevius calilegua Compagnucci & Ramírez, 2000 — Argentina
- Naevius manu Brescovit & Bonaldo, 1996 — Peru
- Naevius varius (Keyserling, 1879) — Peru
- Naevius zongo Brescovit & Bonaldo, 1996 — Bolivia

## Neoporteria
Neoporteria Mello-Leitão, 1943
- Neoporteria annulata Roth, 1967 — Cile
- Neoporteria pracellans Mello-Leitão, 1943 — Cile

## Neuquenia
Neuquenia Mello-Leitão, 1940
- Neuquenia pallida Mello-Leitão, 1940 — Argentina
- Neuquenia paupercula (Simon, 1905) — Argentina

## Obatala
Obatala Lehtinen, 1967
- Obatala armata Lehtinen, 1967 — Sudafrica

## Otira
Otira Forster & Wilton, 1973
- Otira canasta Forster & Wilton, 1973 — Nuova Zelanda
- Otira indura Forster & Wilton, 1973 — Nuova Zelanda
- Otira liana Forster & Wilton, 1973 — Nuova Zelanda
- Otira parva Forster & Wilton, 1973 — Nuova Zelanda
- Otira satura Forster & Wilton, 1973 — Nuova Zelanda
- Otira terricola Forster & Wilton, 1973 — Nuova Zelanda

## Ovtchinnikovia
Ovtchinnikovia Marusik, Kovblyuk & Ponomarev, 2010
- Ovtchinnikovia caucasica Marusik, Kovblyuk & Ponomarev, 2010 — Russia

## Oztira
Oztira Milledge, 2011
- Oztira affinis (Hickman, 1981) — Tasmania
- Oztira aquilonaria (Davies, 1986) — Queensland
- Oztira kroombit Milledge, 2011 — Queensland
- Oztira summa (Davies, 1986) — Queensland

## Pakeha
Pakeha Forster & Wilton, 1973
- Pakeha buechlerae Forster & Wilton, 1973 — Nuova Zelanda
- Pakeha duplex Forster & Wilton, 1973 — Nuova Zelanda
- Pakeha hiloa Forster & Wilton, 1973 — Nuova Zelanda
- Pakeha inornata Forster & Wilton, 1973 — Nuova Zelanda
- Pakeha insignita Forster & Wilton, 1973 — Nuova Zelanda
- Pakeha kirki (Hogg, 1909) — Isole Snares
- Pakeha lobata Forster & Wilton, 1973 — Nuova Zelanda
- Pakeha manapouri Forster & Wilton, 1973 — Nuova Zelanda
- Pakeha maxima Forster & Wilton, 1973 — Nuova Zelanda
- Pakeha media Forster & Wilton, 1973 — Nuova Zelanda
- Pakeha minima Forster & Wilton, 1973 — Nuova Zelanda
- Pakeha paratecta Forster & Wilton, 1973 — Nuova Zelanda
- Pakeha parrotti Forster & Wilton, 1973 — Nuova Zelanda
- Pakeha protecta Forster & Wilton, 1973 — Nuova Zelanda
- Pakeha pula Forster & Wilton, 1973 — Nuova Zelanda
- Pakeha stewartia Forster & Wilton, 1973 — Nuova Zelanda
- Pakeha subtecta Forster & Wilton, 1973 — Nuova Zelanda
- Pakeha tecta Forster & Wilton, 1973 — Nuova Zelanda

## Paravoca
Paravoca Forster & Wilton, 1973
- Paravoca opaca Forster & Wilton, 1973 — Nuova Zelanda
- Paravoca otagoensis Forster & Wilton, 1973 — Nuova Zelanda

## Parazanomys
Parazanomys Ubick, 2005
- Parazanomys thyasionnes Ubick, 2005 — USA

## Pimus
Pimus Chamberlin, 1947
- Pimus desiccatus Leech, 1972 — USA
- Pimus eldorado Leech, 1972 — USA
- Pimus fractus (Chamberlin, 1920) — USA
- Pimus hesperellus Chamberlin, 1947 — USA
- Pimus iviei Leech, 1972 — USA
- Pimus leucus Chamberlin, 1947 — USA
- Pimus napa Leech, 1972 — USA
- Pimus nawtawaketus Leech, 1972 — USA
- Pimus pitus Chamberlin, 1947 — USA
- Pimus salemensis Leech, 1972 — USA

## Poaka
Poaka Forster & Wilton, 1973
- Poaka graminicola Forster & Wilton, 1973 — Nuova Zelanda

## Pseudauximus
Pseudauximus Simon, 1902
- Pseudauximus annulatus Purcell, 1908 — Sudafrica
- Pseudauximus pallidus Purcell, 1903 — Sudafrica
- Pseudauximus reticulatus Simon, 1902 — Sudafrica

## Retiro
Retiro Mello-Leitão, 1915
- Retiro crinitus (Simon, 1893) — Venezuela
- Retiro fulvipes Simon, 1906 — Ecuador
- Retiro granadensis (Keyserling, 1878) — Colombia
- Retiro gratus (Bryant, 1948) — Hispaniola
- Retiro lanceolatus (Vellard, 1924) — Brasile
- Retiro maculatus Mello-Leitão, 1915 — Brasile
- Retiro nigronotatus Mello-Leitão, 1947 — Brasile
- Retiro plagiatus (Simon, 1893) — Venezuela
- Retiro procerulus (Simon, 1906) — Ecuador
- Retiro quitensis (Simon, 1906) — Ecuador
- Retiro rhombifer (Simon, 1906) — Ecuador
- Retiro roberti (Reimoser, 1939) — Costa Rica

## Rhoicinaria
Rhoicinaria Exline, 1950
- Rhoicinaria maculata (Keyserling, 1878) — Colombia
- Rhoicinaria rorerae Exline, 1950 — Ecuador

## Rubrius
Rubrius Simon, 1887
- Rubrius annulatus F. O. P.-Cambridge, 1899 — Cile
- Rubrius antarcticus (Karsch, 1880) — Cile, Argentina
- Rubrius castaneifrons (Simon, 1884) — Cile
- Rubrius lineatus Roth, 1967 — Cile
- Rubrius major (Simon, 1904) — Cile
- Rubrius scottae Mello-Leitão, 1940 — Argentina
- Rubrius ululus Roth, 1967 — Cile

## Storenosoma
Storenosoma Hogg, 1900
- Storenosoma altum Davies, 1986 — Nuovo Galles del Sud
- Storenosoma bifidum Milledge, 2011 — Victoria
- Storenosoma bondi Milledge, 2011 — Nuovo Galles del Sud
- Storenosoma forsteri Milledge, 2011 — Nuovo Galles del Sud, Territorio della capitale australiana
- Storenosoma grayi Milledge, 2011 — Nuovo Galles del Sud
- Storenosoma grossum Milledge, 2011 — Victoria
- Storenosoma hoggi (Roewer, 1942) — Victoria
- Storenosoma picadilly Milledge, 2011 — Nuovo Galles del Sud, Territorio della capitale australiana
- Storenosoma smithae Milledge, 2011 — Nuovo Galles del Sud
- Storenosoma supernum Davies, 1986 — Queensland
- Storenosoma tasmaniensis Milledge, 2011 — Tasmania
- Storenosoma terraneum Davies, 1986 — Queensland
- Storenosoma victoria Milledge, 2011 — Victoria

## Taira
Taira Lehtinen, 1967
- Taira cangshan Zhang, Zhu & Song, 2008 — Cina
- Taira concava Zhang, Zhu & Song, 2008 — Cina
- Taira decorata Zhang, Zhu & Song, 2008 — Cina
- Taira flavidorsalis (Yaginuma, 1964) — Giappone
- Taira latilabiata Zhang, Zhu & Song, 2008 — Cina
- Taira liboensis Zhu, Chen & Zhang, 2004 — Cina
- Taira obtusa Zhang, Zhu & Song, 2008 — Cina
- Taira qiuae Wang, Jäger & Zhang, 2010 — Cina
- Taira sichuanensis Wang, Jäger & Zhang, 2010 — Cina
- Taira sulciformis Zhang, Zhu & Song, 2008 — Cina
- Taira zhui Wang, Jäger & Zhang, 2010 — Cina

## Tugana
Tugana Chamberlin, 1948
- Tugana cavatica (Bryant, 1940) — Cuba
- Tugana crassa (Bryant, 1948) — Hispaniola
- Tugana cudina Alayón, 1992 — Cuba
- Tugana infumata (Bryant, 1948) — Hispaniola

## Tymbira
Tymbira Mello-Leitão, 1944
- Tymbira brunnea Mello-Leitão, 1944 — Argentina

## Urepus
Urepus Roth, 1967
- Urepus rossi Roth, 1967 — Perù

## Virgilus
Virgilus Roth, 1967
- Virgilus normalis Roth, 1967 — Ecuador

## Wabarra
Wabarra Davies, 1996
- Wabarra caverna Davies, 1996 — Queensland
- Wabarra pallida Davies, 1996 — Queensland

## Waitetola
Waitetola Forster & Wilton, 1973
- Waitetola huttoni Forster & Wilton, 1973 — Nuova Zelanda

## Yacolla
Yacolla Lehtinen, 1967
- Yacolla pikelinae Lehtinen, 1967 — Brasile

## Yupanquia
Yupanquia Lehtinen, 1967
- Yupanquia schiapelliae Lehtinen, 1967 — Argentina

## Zanomys
Zanomys Chamberlin, 1948
- Zanomys aquilonia Leech, 1972 — USA, Canada
- Zanomys californica (Banks, 1904) — USA
- Zanomys feminina Leech, 1972 — USA
- Zanomys hesperia Leech, 1972 — USA
- Zanomys kaiba Chamberlin, 1948 — USA
- Zanomys ochra Leech, 1972 — USA
- Zanomys sagittaria Leech, 1972 — USA
- Zanomys ultima Leech, 1972 — USA